# Савкин, Олег Владимирович
Олег Владимирович Савкин (род. 2 июня 1965) — украинский актёр театра и кино, телеведущий. Заслуженный артист Украины (2021).

## Биография

### Ранние годы
Родился в г. Баку в семье военнослужащего. Окончил Чугуевскую школу № 1 в Харьковской области.

### Учёба
После школы сначала поступил в Бакинский нефтехимический, потом — в Харьковский политехнический, но не проучившись и года, ушёл, поняв что это не для него. Всюду он поступал с первого раза.
Вскоре узнал, что в Харькове учат на актёров. За месяц подготовил программу на украинском языке, хотя на нём не разговаривал, и подал документы в Харьковский институт искусств им. Котляревского на театральное отделение. Курс набирал народный артист СССР Лесь Сердюк. Это был его последний курс.

### Работа в Орловском ТЮЗе
После окончания работал с женой в Орловском ТЮЗе (1988—1991), который был известен тем, что ставил «взрослые» постановки, такие как «Седьмой подвиг Геракла» М.Рощина, «Дурочка» Лопе де Вега, «Адам и Ева» М.Булгакова, «Сны Евгении» Казанцева, мюзикл «Кандид» Вольтера. В период детских каникул играли сказку Пушкина «Спящая царевна» (Савкин играл Елисея). Работа была напряженная — играть приходилось на протяжении всех каникул, около двух недель, по 3-4 представления каждый день, но Савкин вспоминает театр с теплотой и благодарностью

### Работа в Варшаве, Харькове и Киеве
В 1992 году работал в Варшаве, в мюзикле «МЕТРО».
В 1993—1999 годах — актёр Харьковского академического украинского драматического театра имени Т. Г. Шевченко. Дебютировал главной ролью (Армана Дюваля) в спектакле «Дама с камелиями». Одновременно работал диктором на харьковском телевидении (1993—1998). В 1999 году переезжает в Киев актёром Киевского национального академического театра русской драмы имени Леси Украинки. С 2002 года сотрудничает с Театральной мастерской «Созвездие».
Живёт в Киеве. Продолжает работать в Киевском театре имени Леси Украинки, регулярно снимается в популярных телевизионных проектах производства Украины.

## Фильмография
1. 1990 — Меланхолический вальс — гуцул
2. 1990 — Дальше полёта стрелы — Иван
3. 1990 — Война на западном направлении — Михаил Иванюта, младший политрук
4. 1991 — Два шага до тишины — лейтенант Князев
5. 1992 — Венчание со смертью — Щербаков, лейтенант НКВД
6. 1993 — Сад Гефсиманский — Андрей Чумак
7. 1993 — Чудо на краю забвения — Знайда
8. 1994 — Тигроловы — Андрей Чумак
9. 1995 — Остров любви (Фильм четвёртый. «Приговор») — Федусь, молодой гуцул
10. 2002 — Леди Мэр — Лазарев, губернатор
11. 2003 — Личная жизнь официальных людей — Гришин
12. 2005 — Развод и девичья фамилия — Борис Шлях
13. 2005 — Банкирши — Александр Бубок
14. 2006 — Тайна Святого Патрика — Энди Корадес
15. 2006 — Театр обречённых — Роман Николаевич Зверев
16. 2007 — Старики — полковники — Юрий, эксперт
17. 2007 — Богдан Зиновий Хмельницкий
18. 2007 — Убийство в зимней Ялте —  Леонид Прохоренко, следователь прокуратуры — главная роль
19. 2007 — Смерть шпионам! — Дмитрий Валерьянович Гулямов
20. 2007 — Три ночи
21. 2007 — Катынь — офицер НКВД
22. 2008 — Антиснайпер — Олег, эксперт-криминалист
23. 2008 — Антиснайпер 2: Двойная мотивация — Олег, эксперт-криминалист
24. 2008 — Отряд — Виктор
25. 2009 — Аннушка — Анатолий
26. 2010 — Охотники за караванами — американский советник
27. 2010 — Брат за брата (21 серия) — Иван Иванович Витальев, владелец торгового центра
28. 2011 — Возвращение Мухтара—7 (серия «Жених») — Леонид Невзоров
29. 2011 — Семь вёрст до небес — Саша
30. 2011 — Дело для двоих (Подделка)
31. 2011 — Срочно! Ищу мужа — Сергей Романович
32. 2011 — Пончик Люся
33. 2011 — Доставить любой ценой
34. 2011 — Весна в декабре — Игорь
35. 2011 — Двенадцатилетний Шерлок Холмс
36. 2012 — Немой — Андрей Кулаков
37. 2012 — Однажды в Ростове
38. 2013 — Алкоголичка
39. 2013 — Убить дважды — Корнилов
40. 2013 — Нимфо — психотерапевт
41. 2014 — Когда наступит рассвет — эпизод
42. 2014 — Мажор — Евгений Петрович Денисов
43. 2014 — Ограбление по-женски — Никита Сергеевич
44. 2014 — Узнай меня, если сможешь
45. 2015 — Влюбенные женщины
46. 2015 — Нюхач, 2-й сезон — Борис Андреевич, хозяин квартиры
47. 2015 — Ради любви я все смогу[7] — Михаил Петрович Городецкий
48. 2015 — Последний янычар — доктор Моррисон
49. 2016 — Подкидыши — Дмитрий Титов
50. 2016 — Сказки старого мельника — Волк
51. 2016 — На линии жизни — Олег Юркевич
52. 2016 — Забудь и вспомни — следователь
53. 2016 — Тройная защита — Татарский
54. 2017 — Горничная — Виктор
55. 2017 — Хороший парень
56. 2017 — Тот, кто не спит — главная роль, Артур Войцехович Яровенко
57. 2017 — Завещание принцессы — французский консул
58. 2017 — Что делает твоя жена? — Аркадий Лисовский, владелец ювелирного магазина
59. 2018 — Прислуга (телесеріал, 2018) — Старыгин
60. 2018 — Помощница — Влад
61. 2018 — На краю бездны — Феклисов
62. 2018 — По законам военного времени-2 — Копейкин
63. 2018 — Полюби меня такой — отец Даши
64. 2019 — Дочки-матери (2+2=6) — Юра
65. 2020 — Никогда не бывает поздно
66. 2021 – Гром среди ясного неба
67. 2024 – Батьківський комітет
68. 2024 – Рубан
69. 2025 – Ключі від правди

## Театральные работы

### Орловский театр юного зрителя
1. «Седьмой подвиг Геракла» М. Рощина
2. «Дурочка» Л. де Вега
3. «Адам и Ева» М. Булгакова
4. «Сны Евгении» А. Казанцева
5. «Кандид» Вольтера (мюзикл)
6. «Спящая царевна» А. Пушкина — королевич Елисей

### Харьковский государственный академический украинский драматический театр имени Т. Шевченко
1. 1993 — «Дама с камелиями» — Арман Дюваль
2. 1995 — «Горе от ума» — Молчалин
3. 1996 — «Кьёджинские перепалки»
4. 1997 — «Драгоценная Памела»

### Национальный академический драматический театр имени Леси Украинки(Киев)
1. 2000 — «Любовь и война»
2. 2000 — «Тайны мадридского двора»
3. 2001 — «Госпожа министерша» — г-н Нинкович
4. 2001 — «Невероятный бал»
5. 2002 — «Лулу. История куртизанки»
6. 2002 — «Кто убил Эмилию Галотти?»
7. 2003 — «Сон в летнюю ночь»
8. 2004 — «Наполеон и Корсиканка» — генерал Бертран
9. 2006 — «Завещание целомудренного бабника» — монах
10. 2009 — «Странная миссис Сэвидж» — Джеффри
11. 2014 — «Везде один… Свеча на ветру» — комментатор
12. 2017 — «Ангелочек или сексуальные неврозы наших родителей» — доктор
13. 2018 — «Враг народа (доктор Стокманн)» — капитан Хорстер

### Киевская академическая мастерская театрального искусства «Созвездие»
1. 2000 — «Прошлогодний снег» Энтони Сверлинга (моноспектакль); режиссёр Алексей Кужельный[8]
2. 2005 — «Скрытая любовь» Э. Шмитта; режиссёр Алексей Кужельный — Эрик Ларсен[9]

### Театральное агентство Те-АРТ
1. 2016 — Давай займемся сексом (по пьесе В. Красногорова)
2. 2018 — О чем молчат женщины

## Клипография
1. 2007 — Клип Таисии Повалий «За тобой» (реж. Семён Горов)
2. 2011 — Клип Кати Бужинской «Любовь и счастье» (реж. Александр Филатович)[10]
3. Клип Игоря Саруханова